# Sucro TV
Sucro TV va ser una cadena de televisió pública valenciana de la comarca de la Ribera del Xúquer. Impulsada pels ajuntaments de Sueca i Algemesí, va ser la primera televisió pública comarcal del País Valencià. Pren el nom del riu Xúquer, en llatí anomenat Sucro.
El primer antecedent de la cadena va ser Sueca Televisió, canal de titularitat pública i àmbit local basat en la capital de la Ribera Baixa, i que era gestionat per l'empresa Nirvana Audiovisuals SL. Les primeres emissions de Sueca TV van començar el 18 de desembre del 2000. Els continguts, íntegrament en valencià, se centraven en persones, esdeveniments, notícies i col·lectius relacionats amb Sueca, El Perelló i el Mareny de Barraquetes. Després de l'apagada analògica, Sueca Televisió va continuar emetent en format analògic. Organitza el festival de curtmetratges en valencià Mira'm. Un dels espais més reeixits de la cadena és el programa d'humor "Maemeua", programa que comptà amb la participació del showman valencià Toni de l'Hostal, qui tenia un sketch on interpretava a Joan Fuster.
El canal naix a la darreria de l'any 2011 de la mà de Carbe Producciones, empresa que va comprar una llicència de Televisió Digital Terreste de la demarcació d'Alzira a Libertad Digital, empresa que llavors estava inactiva i no utilitzava el canal. Amb la llicència, les televisions locals de Sueca i Algemesí donen el salt a la TDT, ja que en el seu moment no van ser concessionàries de cap llicència i emetien al·legalment per la televisió analògica.
El 2017 va deixar d'emetre per TDT en no disposar de llicència per a fer-ho. L'1 de juny de 2018, va tornar a emetre. Es va arribar a un acord perquè Sueca Televisió emeta d'11:00 a 14:30 i de 20:30 fins a la mitjanit.